# 红白机
FC遊戲機，是任天堂生产、发行和销售的8位元第三世代家用游戏机。日本版官方名称为家庭電腦（Famicom），俗稱「紅白機」，1983年7月15日在日本推出；欧美版名称为任天堂娛樂系統（NES），俗稱「灰機」，1985年10月18日在美國推出。歐美版主機外型和使用的遊戲盒帶（卡匣），與日本版的紅白機完全不同。红白机是当时最畅销的游戏机，全球累计销量超过了6100万台。FC遊戲机出现對电子游戏产生了十分深远的影响，让美国电子游戏界从1983年的崩溃中恢复过来，也奠定了任天堂在当今游戏界的地位。其后续机种为1990年推出的超级任天堂。

## 稱呼
以前資訊較不流通，所以對此部任天堂於1983年推出的家用遊戲機，產生了許多不同稱呼並行。在華人地區中文圈，常見稱呼有：
- 紅白機：專指日本版主機，即Famicom，因其外觀顏色得名，最普遍常用的稱呼，沿用至今。
- 灰機：專指歐美版主機，即Nintendo Entertainment System，因其外觀顏色得名，曾長期是香港及澳門唯一的行貨任天堂主機。
- 平机：在中国大陆（尤其是上海一帶）通用的称谓，是相对于後繼機種超級任天堂的稱呼，超級任天堂当时称为「立体机」。
- 任天堂：主要流行於1980年代後期，由於時值紅白機黃金時期，紅白機也是當時唯一深入民心的任天堂代表性產品，故民間普遍把「任天堂」（廠商名稱）等同「紅白機」（產品名稱），視兩者為同義詞（廣義上，「任天堂」的定義亦包括灰機）。同時，市面有若干非任天堂授權的盜版紅白機相容機，外觀不是紅白兩色，為了區分任天堂原廠紅白機和這些相容機，故以廠商名「任天堂」通稱紅白機，也獲視為比紅白機更正式的稱呼。隨著時間推移，任天堂陸續推出多款後繼家用及手提遊戲機，以「任天堂」通稱某款產品，已不合時宜，容易混淆不知是指哪一款「任天堂」的產品，所以現已較少用之。
- Famicom：簡稱FC，日本版主機的官方名稱。但即便是後來正式授權台灣代理後，也未將此名註冊為主要商標，主要因當時台灣對英文的接受度較低，所以英文稱呼並未在台灣流行起來。網路通行後，受日本影響，也有許多人會使用此稱呼。
- Nintendo Entertainment System：簡稱NES，歐美版主機的官方名稱。由於華人地區以日本版主機紅白機較流行，對歐美版主機也多以「灰機」稱之，所以華人地區鮮少使用NES此稱呼。但隨著遊戲機模擬器流行，歐美網站通常以NES稱之，許多人也明白NES之意。

## 历史

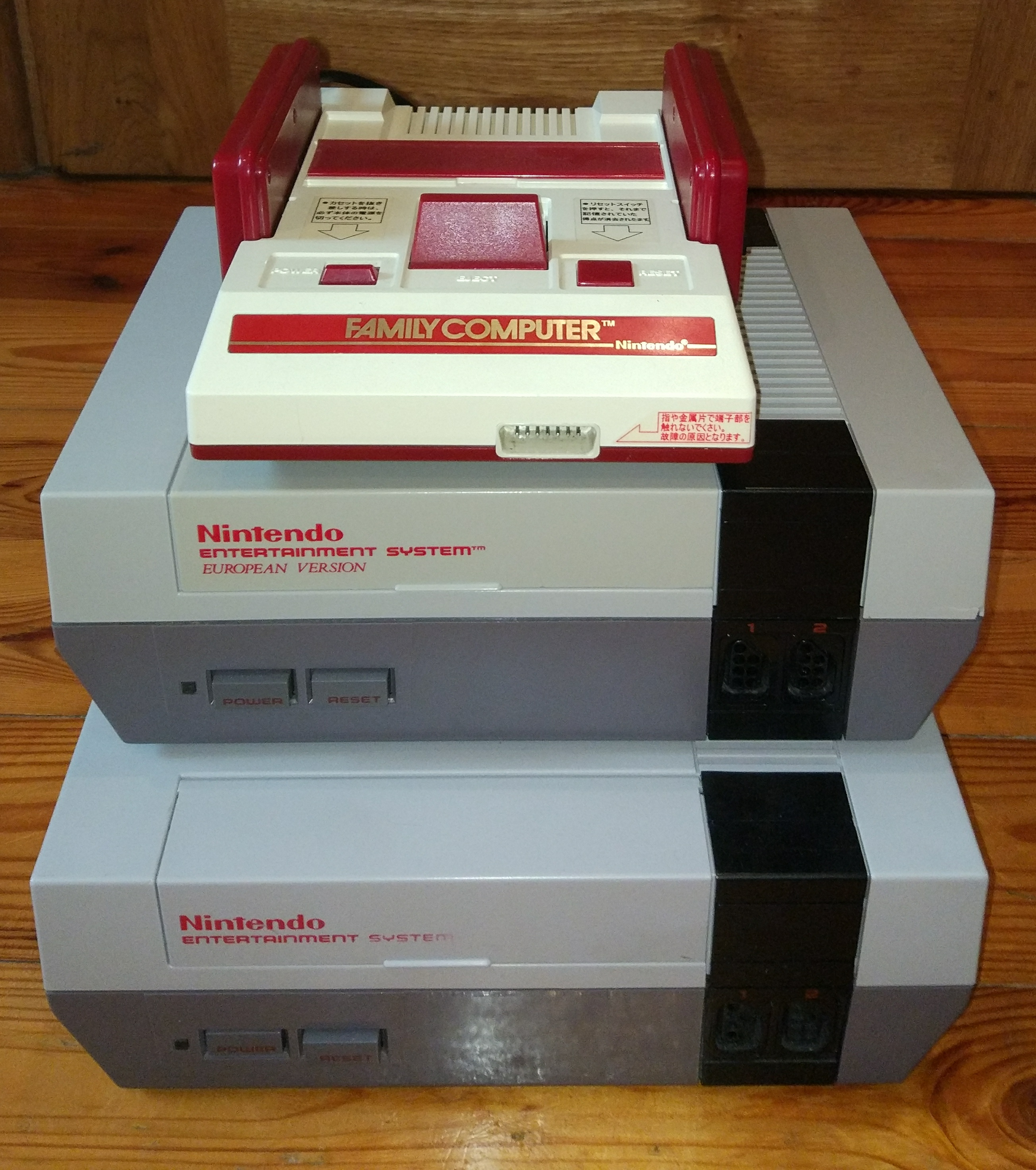
來自不同地區的紅白機/NES比較。 上：日本版Famicom 中：歐洲版NES 下：北美版NES
日本Famicom Family標誌首次出現於1988年9月在《超級瑪利歐兄弟3》的宣傳海報中，之後獲任天堂批准在Famicom主機、遊戲和衍生產品中使用該標誌。

1981年，任天堂计划研发基于卡带的游戏机，由時任任天堂開發第二部部長上村雅之领头开发，开发代号“GameCom”。原计划使用更先进的16位CPU以及带有键盘和软驱等配件，但被山内溥拒绝。当时山内溥的开发要求是“比竞争对手便宜，但是一年内不能被竞争对手超越”。
1983年7月15日，FC遊戲机在日本以14800日圓的价格发售，初期由于PPU设计问题导致主机在游玩部份游戏时发生死机情况，任天堂召回已经发售的主机并更换新的主板。此后主机人气飙升，并在1984年年底成为日本最畅销的游戏机。不久，任天堂总裁山内溥决定让Hudson Soft、南梦宫、太東、卡普空、Jaleco和科樂美六家软體开发商加入开发FC遊戲，獲当时业界称为“六大遊戲軟體商”。
1984年，任天堂創建了权利金制度，不但使軟件質量得到了保証，而且为任天堂获得了巨大的利润。而此後所有遊戲機均採取權利金制度，除了開發時需要購買高額的開發平台外，還需要按照銷售情況支付權利金。
1985年，在歐美推出歐美版主機Nintendo Entertainment System，簡稱NES，俗稱灰機。主機外型和使用的盒帶（卡匣），與日本版的紅白機完全不同：NES外觀顏色以灰色為主，使用較大型的盒帶，插入盒帶的方式，採類似VHS錄影機的橫向水平推入式，而非紅白機的垂直插入式。此機曾長期是香港唯一的行貨任天堂主機。
2003年7月15日，FC遊戲机發售二十週年，任天堂宣佈同年9月25日，FC遊戲机正式停產。至此，FC/NES遊戲机於全世界已累計销售6000万部以上。如再加上其他廠商所仿製的未授權產品，其數量當不僅於此。至今台灣、香港、泰國、中國大陸甚至日本等地，仍然在製造FC遊戲机規格的相容品，或者是停產後持續的二手市場交易。
2007年11月，任天堂宣布不再維修已有24年歷史的FC遊戲机，正式終結了這部陪伴不少機迷成長的舊世代遊戲機的時代。

## 結構

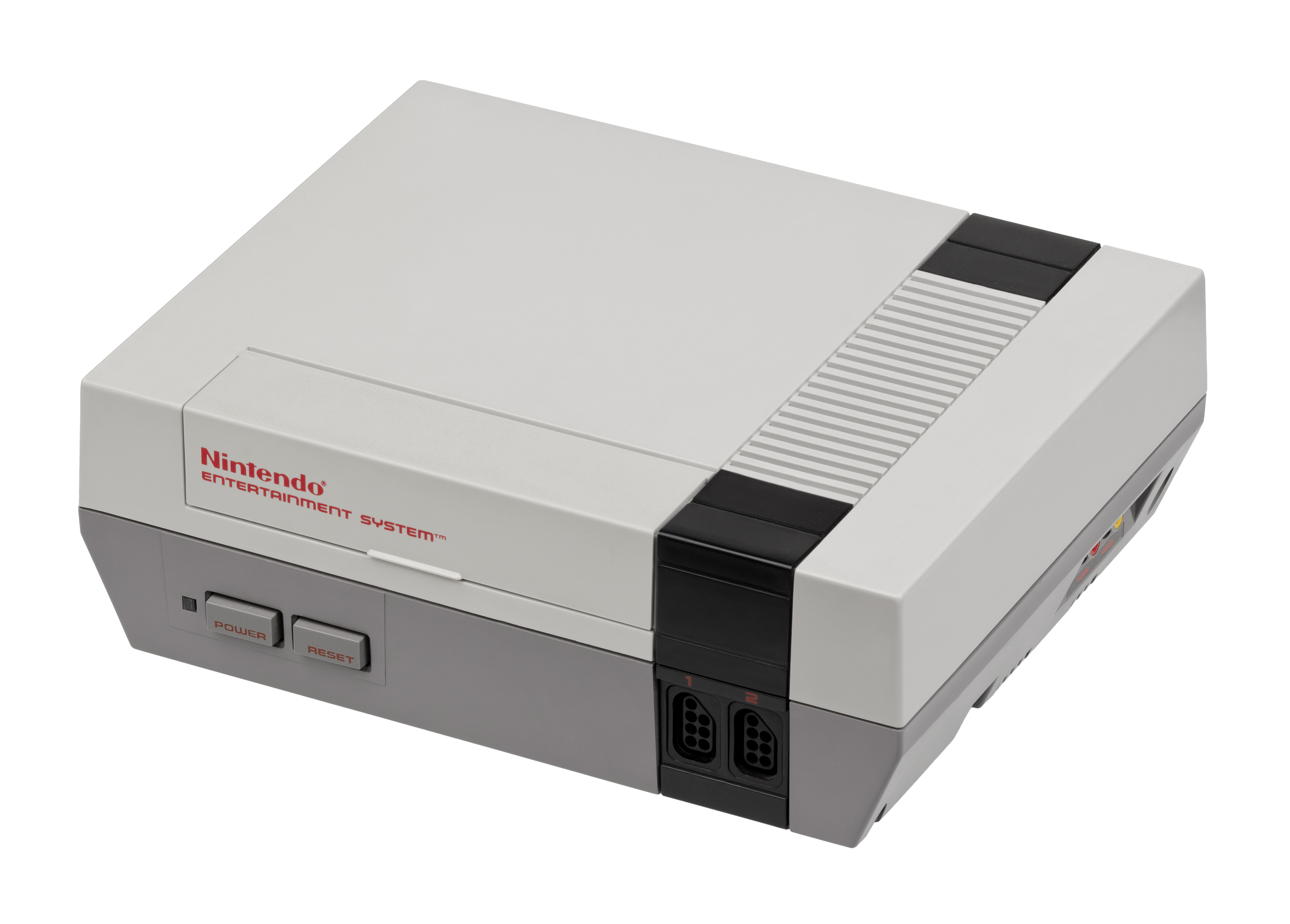
北美版（NES）
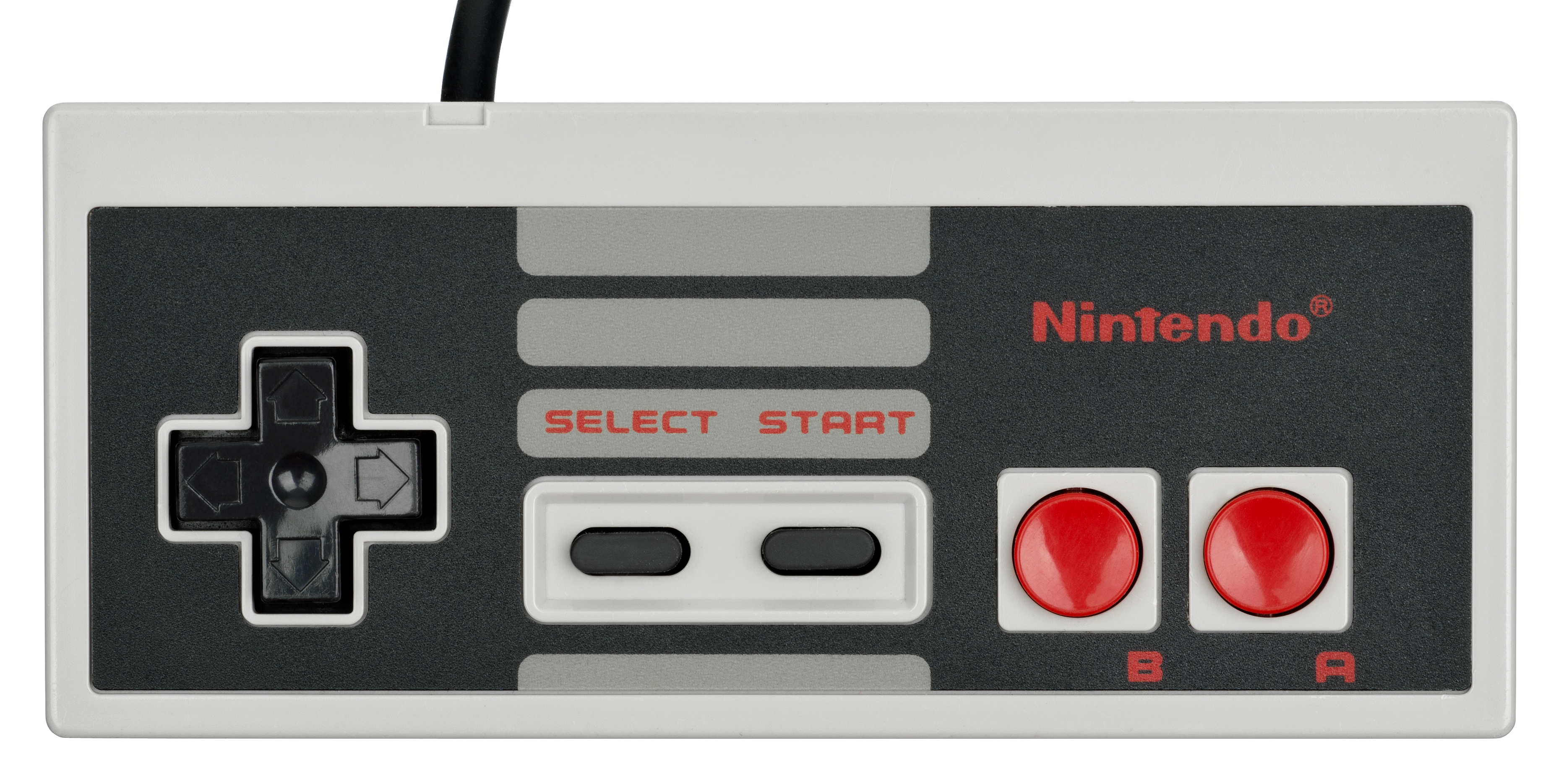
NES專用控制器
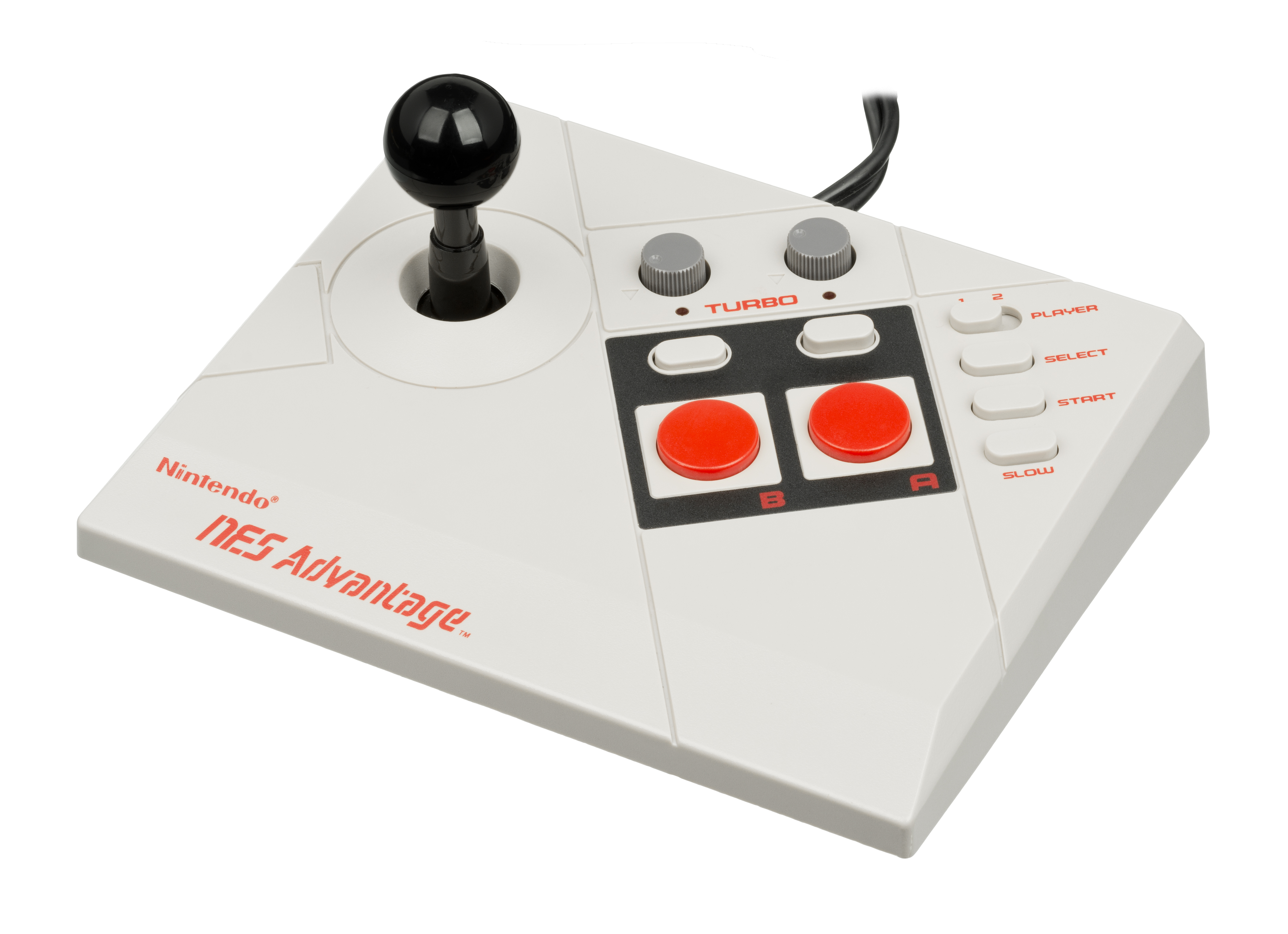
NES專用搖桿
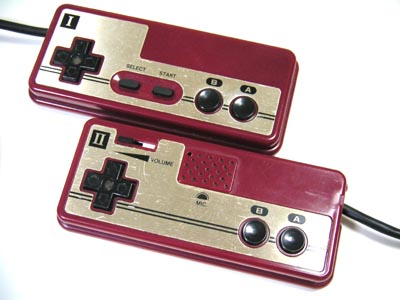
改良後的FC專用控制器（初期的A鍵和B鍵是橡膠方形按鈕，改良後使用硬質塑膠圓形按鈕）
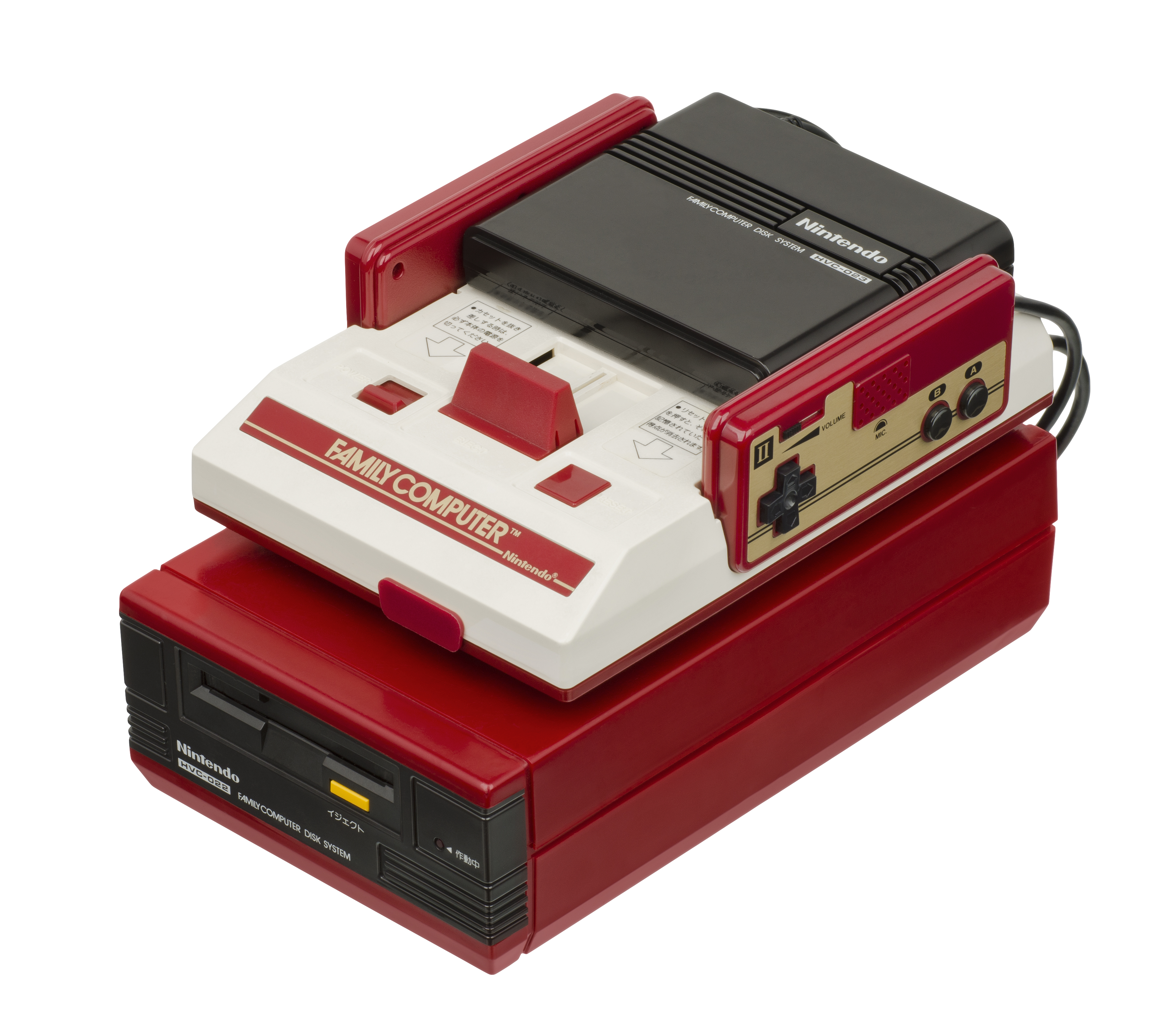
FC磁碟機
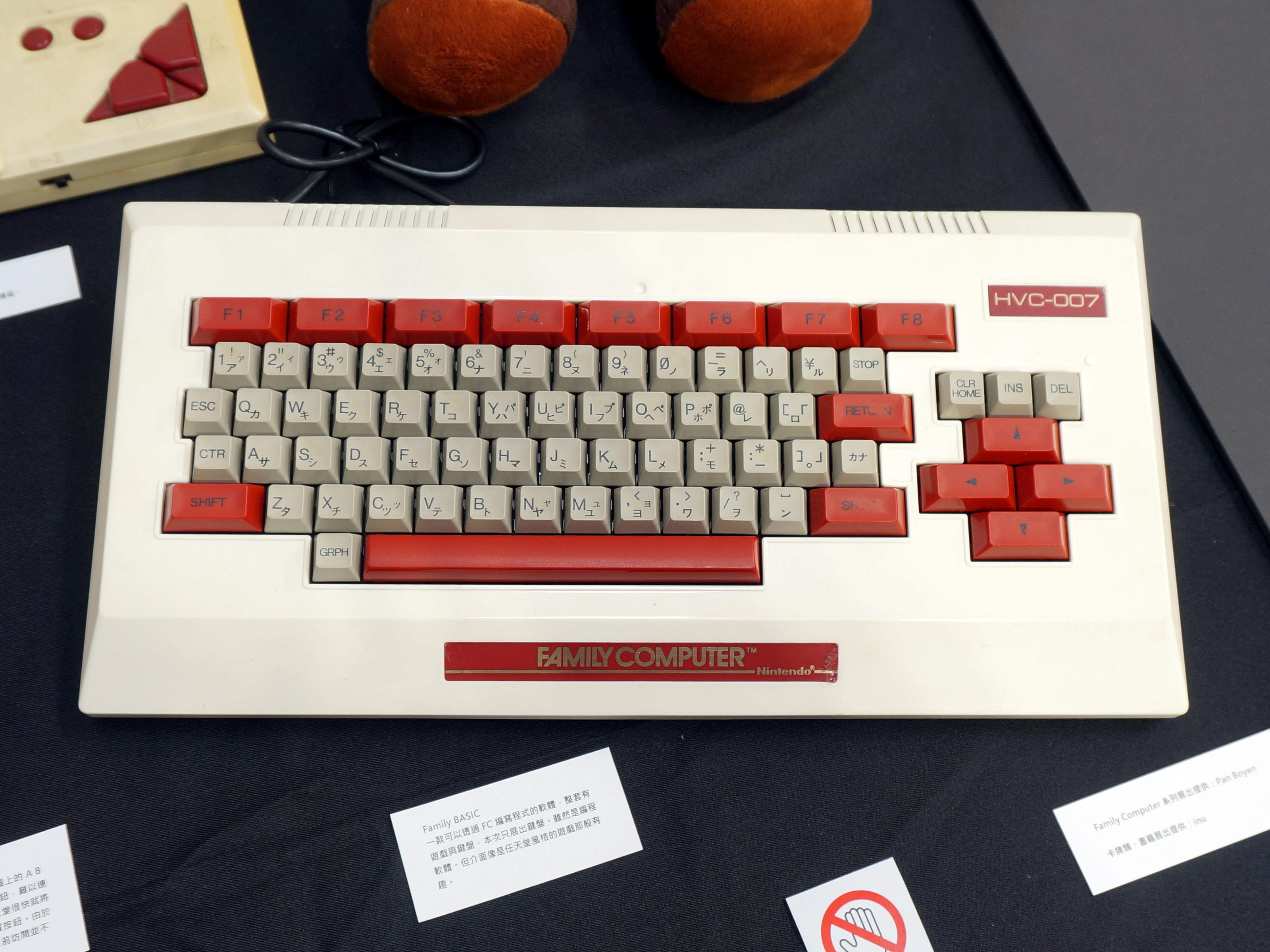
FC專用的BASIC鍵盤
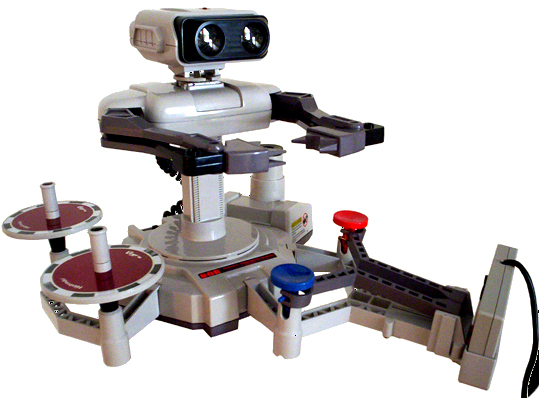
FC機器人（日语：ファミリーコンピュータ ロボット）（歐美版本稱為R.O.B.）和Gyro（英语：Gyromite）的外設

FC遊戲机使用一顆理光製造的8位元2A03 NMOS处理器（基于6502中央處理器，但是缺乏BCD模式），PAL制式機型運行頻率為1.773447MHz，NTSC制式機型運行頻率為1.7897725MHz，主記憶體和顯示記憶體為2KB。
FC遊戲机使用理光開發的圖像控制器（PPU），有 2KB 的視訊記憶體，調色盤可顯示 48 色及 5 個灰階。一個畫面可顯示 64 個角色（sprites），角色格式為 8x8 或 8x16 個像素，一條掃描線最多顯示 8 個角色，雖然可以通過交替繪製角色超過此限制，但是會造成角色閃爍。背景僅能顯示一個捲軸，畫面解析度為 256x240 ，但因為 NTSC 系統的限制，不能顯示頂部及底部的 8 條掃描線，所以解析度剩下 256x224。
从体系结构上来说，FC遊戲机有一个伪声音处理器（pseudo-Audiom Processing Unit，pAPU），在实际硬件中，这个处理器是集成在2A03 NMOS处理器中的。pAPU内置了2个几乎一样（nearly-identical）的矩形波通道、1个三角波通道、1个噪声通道和1个DPCM采样通道（預測編碼調製方式）。其中3個模擬聲道用於演奏樂音，1個雜音聲道表現特殊聲效（爆炸聲、槍炮聲等），DPCM通道则可以用来表現連續的背景音。
主機上有一個復位開關、1個電源開關、1個遊戲卡插槽、2個帶有十字方向鍵的2鍵手柄，主手柄上有「選擇」和「開始」按鈕。主機背面有電源接口、RF射頻輸出接口、視頻圖像輸出接口、音頻輸出接口。前面還有一個擴展端口，用於連接光線槍、附加連發手柄等外部設備。
FC遊戲机遊戲通常以唯讀記憶體形式存放於可插在主機插槽上的遊戲卡中，容量有LA系列24K、LB系列40K、LC系列48K、LD系列64K、LE系列80K、LF系列128K、LG系列160K、LH系列256K、特卡系列和多合一卡帶等。還有一些帶有電池用來保存遊戲進度。
1986年2月21日，任天堂還推出了一款FC磁碟機，可以在FC主機上通過轉換器使用專用的軟碟機來讀寫遊戲，軟碟片容量為112KB。

## 游戏
FC遊戲机有着非常多的突破性游戏。超级马力欧兄弟是横向卷轴游戏的先驱，同时塞尔达传说使电池存储记录功能变得流行。
在盒帶方面，日本地区版本的卡带具有60个引脚，而北美地区版本的卡带具有72引脚；兩者可以使用轉換器以通用。
任天堂几乎垄断了家庭电子游戏市场并且对整个产业具有一定影响。任天堂期望和鼓励第三方游戏软件商能够加入，然而对于加入任天堂的条款是非常严格的。 在终端上，每个主机和正版的卡带都加入了一个10NES芯片。如果主机未能识别卡带中具有相对应的芯片，则游戏无法加载。

## 衍生機種

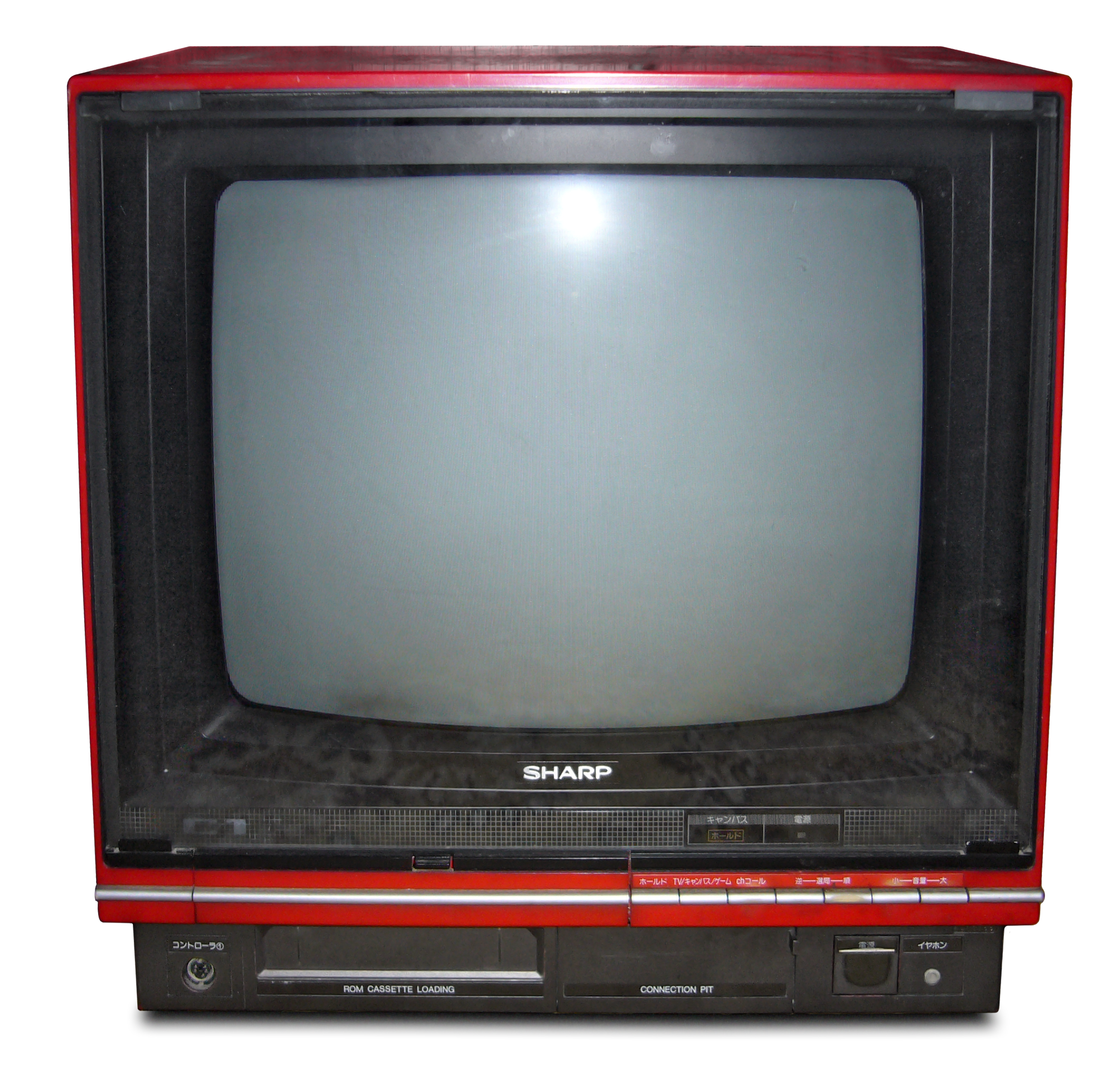
Famicom TV C1 14C-C1F
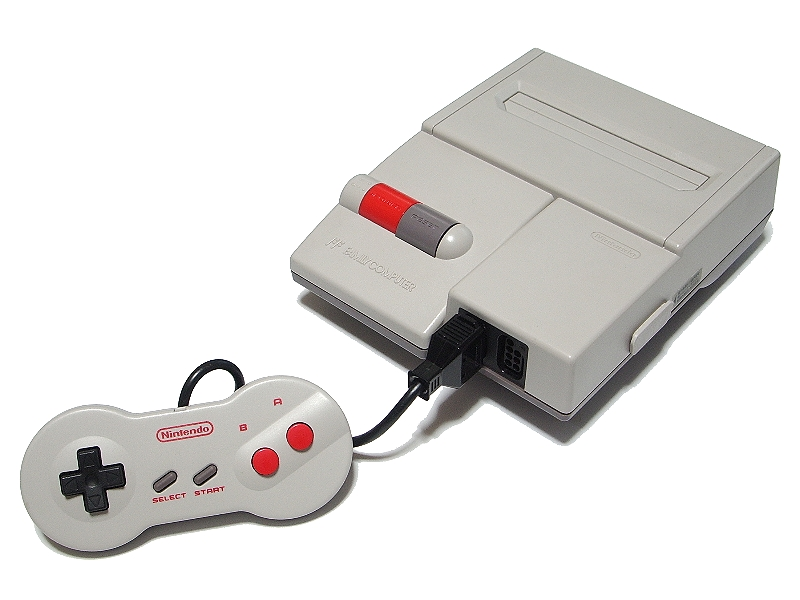
AV Family Computer
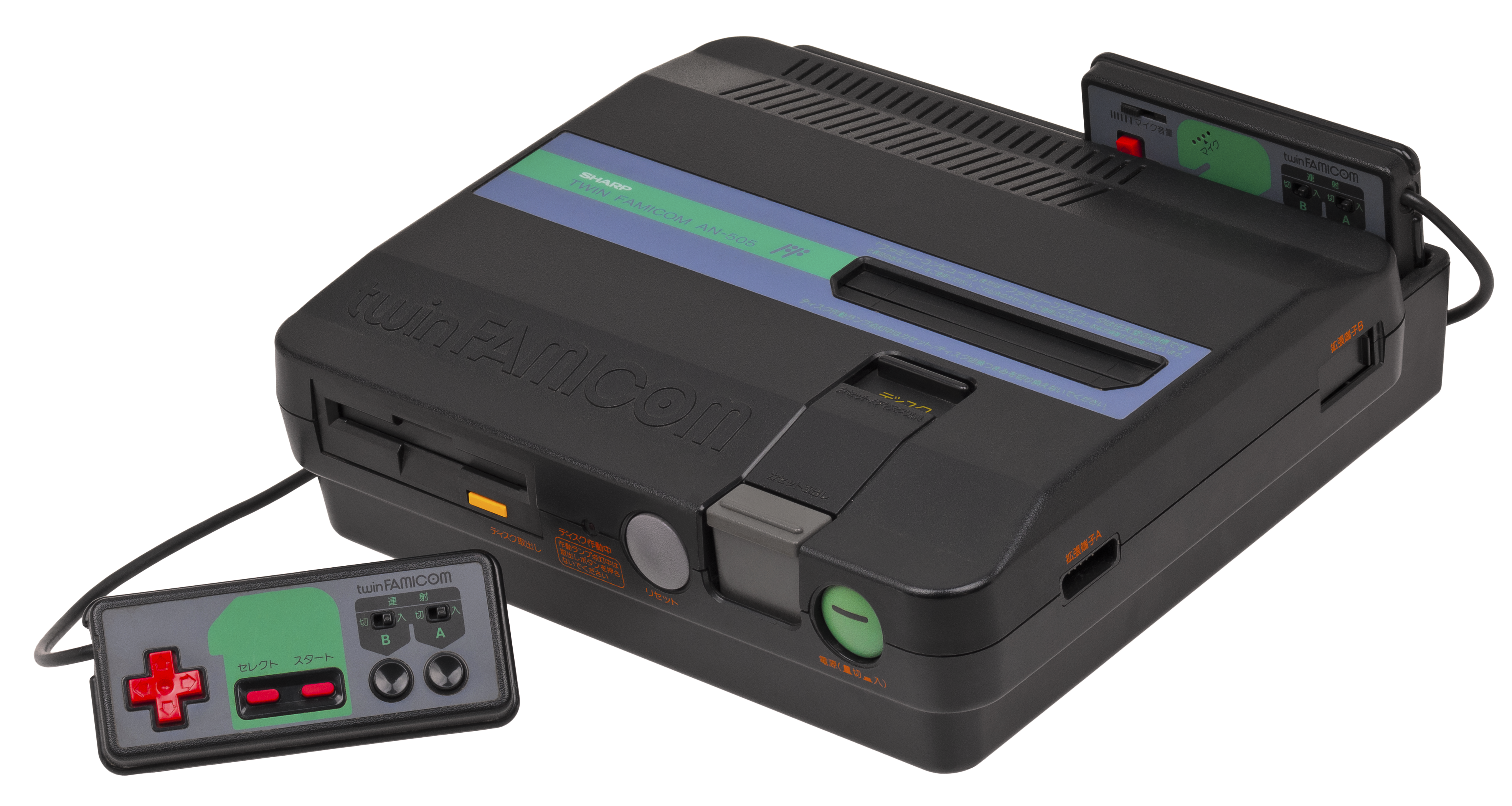
Twin Famicom
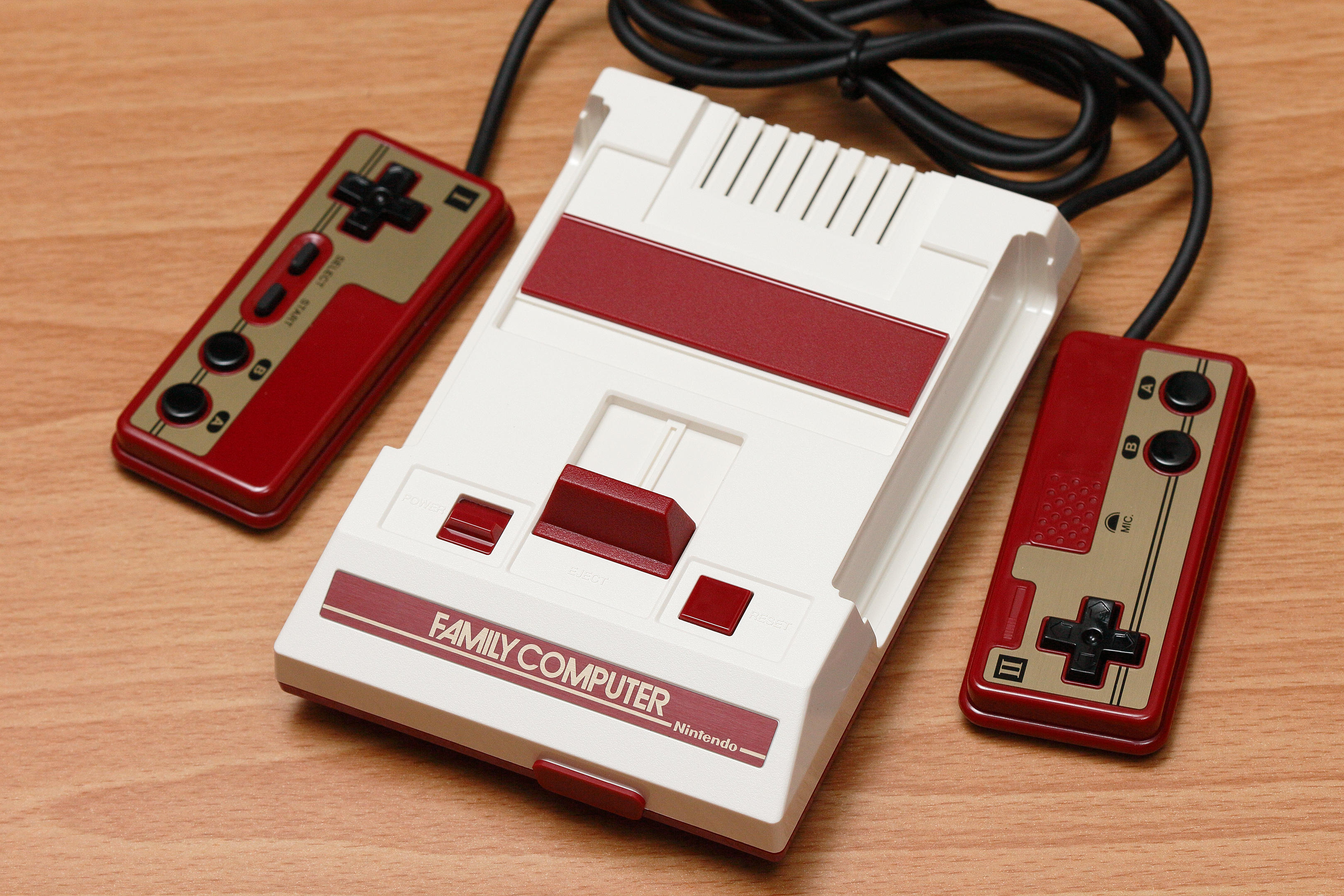
Nintendo Classic Mini: Family Computer (CLV-101)

- Famicom TV C1：正式名稱是「マイコンピュータテレビC1」，SHARP公司1983年販售的FC遊戲机相容品，把FC遊戲机與陰極射線管電視機合二為一。
- 任天堂VS系統：任天堂1984年開發的街機主機板。
- Famicom Box：任天堂1986年推出的FC遊戲机商用機，附有投幣孔，主要設置在飯店與日式旅館。每投幣一次，約可玩10至15分鐘。時間到以前，會響起警示音，提醒使用者投幣或結束遊戲。
- Twin Famicom：SHARP公司1986年7月1日推出的FC遊戲机相容品，俗稱「雙子星」，把紅白機主機及FC磁碟機合二為一。
- Famicom Titler：SHARP公司1989年推出的FC遊戲机相容品，Twin Famicom加強版，可用S端子連接電視機，且具有影像剪輯功能。
- AV Famicom：任天堂1993年12月1日推出，可用AV端子連接電視機。北美版稱為NES 2。

### 无官方授权机种
- 小霸王学习机：由中国大陸的小霸王电子公司研发的具有FC游戏功能的TV学习机，因此，在中国大陆地区，小霸王有时也指FC或其游戏。
- 裕兴学习机：由中国大陸的北京裕兴电子公司在FC游戏机的基础上开发出来的学习机产品。

## 影响
FC遊戲机开创了第三代家用遊戲机市场，而随其而生的权利金制度更是改变了遊戲的開發模式。

### 台灣
FC遊戲机於日本推出不久後，台灣廠商也立即引進FC遊戲机水貨，馬上在市面爆發轟動，打敗嘉霖行代理SEGA Master System系列所銷售的阿羅士。不過當時的FC遊戲机售價相當昂貴，於是便有店家提供租賃主機及遊戲的服務；在網路尚未崛起的不便年代，玩家往往只能靠著這類的場所來交流遊戲的相關資訊；因而促成華泰書局開始自行翻譯日文攻略本、推出《華泰攻略本》叢書大發利市。隨後更有尖端出版發行以翻譯日本最新遊戲情報刊物為主的《電視遊樂雜誌》半月刊，開啟了電玩在台灣六年級生（民國60至69年、即1971至1980年出生者）以後的活絡性。
正先實業早期所生產的「小天才」系列亦是FC遊戲机的兼容机之一。

### 香港
1986年底，當時新成立不久的西門玩具有限公司（Simon & Toys Company Limited）引入歐美版NES遊戲機在香港發售，以「任天堂家庭電腦遊戲機」命名，俗稱「灰機」。灰機曾長期是香港唯一的行貨任天堂家用遊戲機，提供和香港電視廣播制式一致的PAL制式訊號輸出，遊戲畫質良好。而日本版FC遊戲机，即俗稱「紅白機」，則未有代理引入香港，僅有日本水貨，因此僅有日本電視廣播制式的NTSC制式訊號輸出，與香港的PAL制式不一致。當時俗稱「國際線路」的多制式電視機尚未流行，基本上所有香港市面的電視機，即使是日本品牌，也只能接收PAL制式訊號。因此水貨商通常會私下改裝紅白機成PAL制式輸出，使之能以香港市面的PAL制式電視機遊玩，但質素甚差，畫面暗淡糢糊，且有斜紋、雜音等雜訊，且因頻率不同（香港PAL制式為50Hz，日本水貨紅白機即使改裝成PAL制式，仍為60Hz），個別電視機無法適應，就會出現畫面高速上下跳動，無法遊玩。
灰機和紅白機使用的遊戲盒帶不同，灰機採用大型盒帶，俗稱「大帶」；紅白機採用小型盒帶，俗稱「細帶」。同一遊戲，「大帶」版本售價較貴，且僅有小部份遊戲有推出「大帶」。一些電子零件廠商有見及此，逐生產接駁器配件（非官方配件）發售，能把「細帶」「喬裝」成「大帶」，放到灰機遊玩（但有小部份遊戲，以此方法亦不能在灰機遊玩）。同時此舉使「金手指」導電觸片接觸位（Connecting Finger）增加，由只有「大帶」> 主機的一個接觸位，變成「細帶」> 接駁器 > 主機的兩個接觸位，容易增加故障機會。另，FC磁碟機由於只供日本國內市場（但香港市面同樣有日本水貨），設計上只考慮接駁紅白機，難以接駁灰機。
因此，當時任天堂家用遊戲機的香港玩家，可謂兩難：如選擇香港行貨的灰機，則面對「大帶」售價較貴、遊戲數量較少、使用接駁器以「細帶」「喬裝」「大帶」則較易故障，且有小部份遊戲不支援，難以接駁FC磁碟機等問題，但遊戲畫質良好；如選擇日本水貨的紅白機，則優缺點相反，「細帶」售價較便宜、遊戲數量較多、易於接駁FC磁碟機，但遊戲畫質甚差，甚至可能有畫面高速上下跳動問題。
1990年中，西門玩具有限公司才推出香港行貨版紅白機及FC磁碟機，以「任天堂紅白機第二代」及「任天堂磁碟機第二代」命名，提供畫質良好的PAL制式訊號輸出。惜為時已晚，當時紅白机已接近淘汰。不足半年後，1990年11月，任天堂已推出紅白機後繼機種：第四世代的超級任天堂。
同時，正版遊戲盒帶較昂貴，約一、二百多港元，促使盜版盒帶的市場。有商人推出改裝磁碟機的配件（內置轉換器和記憶體），把僅有盒帶，沒有正式的磁碟版本的遊戲（絕大部份盒帶遊戲並沒有正式的磁碟版本），複製數據至磁碟中，變成以磁碟遊玩。一張1M bit的遊戲需要一片磁碟，一款遊戲需要一至六張磁碟。該配件本身不能將盒帶數據轉換到磁碟，商人先以專用器材將盒帶數據轉換到磁碟，再將磁碟運到各零售店銷售，零售店再將磁碟複製，這些都屬盜版行為。顧客可以數港元購買一張已含有遊戲的磁碟（一張並非代表一款遊戲），在裝有改裝磁碟機上遊玩。以磁碟玩遊戲較盒帶的便宜很多，因而帶動紅白機的流行。當時香港盜版紅白機遊戲佔有率較正版的大。這是紅白機在香港的市場佔有率壓倒世嘉的其中一個原因。

### 中国大陆
因為FC遊戲機盜版相容機機種，較原裝FC遊戲機便宜得多且容易購得，在中国更是遍布城鄉，对中国青少年产生了巨大影响。亦因為盜版遊戲盒帶的流行之下，在1990年代初，坊間出版針對FC遊戲機遊戲而編寫的「攻關秘技」如雨後春筍般，較早期而有系統的代表性的著作是1991年－1993年由福建科學技術出版社出版的《電視遊戲一點通》系列叢書。甚至出現過關於FC遊戲機的電視節目。但在某個時間點，因為大陸政策原因（現已改變），這些都停止了下來。雖然大陸人喜歡將FC遊戲機稱之為80的回憶，但事實上，玩家的年齡段是遍及1980至2000年代的，甚至是更長的時間。直到今日，FC遊戲機的相容機種依舊在生產，甚至是製作新的FC遊戲。

## 迷你红白机
2016年9月30日，任天堂宣布了FC遊戲机的复刻版本“迷你红白机”，并于同年11月10日正式发售。“迷你红白机”运行在Linux系统上，采用全志科技R16系统芯片，纸面性能高于新任天堂3DS。2018年7月7日，任天堂又发布了JUMP特别版迷你红白机。

## 外部連結
- 中國國內電玩雜誌發展史
- 《见证：红白机与四位老人的故事》 （页面存档备份，存于）（简体中文）